# Dino Lucianetti
Dino Lucianetti (Ancona, 9 febbraio 1930 – Ferrara, 7 aprile 1990) è stato un calciatore italiano, di ruolo ala.

## Carriera
Dopo gli esordi nelle serie minori con Falconarese e Rosetana, passa allo Jesi, dove disputa due campionati di Serie C da titolare. Nel 1952 viene acquistato da Paolo Mazza, che lo fa esordire nella sua SPAL in serie A il 9 novembre 1952 contro l'Inter. A Ferrara non trova spazio, disputando solamente 4 partite nella massima serie, e nel novembre 1953 torna in Serie C con il Toma Maglie, dove torna titolare realizzando 6 reti in 24 partite.
L'anno successivo passa al Piacenza, dove viene impiegato prevalentemente come mediano. Dopo una sola stagione scende in IV Serie alla Reggiana, e contribuisce alla promozione in Serie C realizzando 10 reti. In seguito gioca nella Carrarese, ancora in IV Serie, e nell'Anconitana.
Terminata la carriera ritornò nella città estense dove scomparve negli anni novanta.

## Palmarès

### Giocatore

#### Competizioni nazionali
- IV Serie: 1

Reggiana: 1955-1956